# Irène Schweizer
Irène Schweizer (Schaffhausen, 1941. június 2. – Zürich, 2024. július 16.) svájci dzsesszzongorista. Európa legtapasztaltabb dzsesszzongoristájának tartják.

## Pályafutása
Gyerekkorában megtanult orgonálni, zongorázni (tizenkét évesen) és dobolni. Tizennégy évesen egy dixieland zenekarban dobolt. Eleinte egy üzleti egyetem titkárnőjeként kereste kenyerét. 1958-ban a modern dzsessz felé fordult.
1961-ig minden évben fellépett a Modern Jazz Preachersszel a zürichi amatőr fesztiválon, amelyet 1960-ban megnyert. Találkozása Abdullah Ibrahimmal (a legendás zürichi Jazzcafé Africanában) és Cecil Taylorral (1966) vezették a free jazz felé.
Számos fesztiválon játszott, különösen triójával. Csatlakozott a trióhoz Louis Moholo dél-afrikai dobos. 1976 óta, amikor a Willisau Jazz Fesztiválon  látványos sikere volt, szólókoncertet is adott. Schweizer egyrészt szerette a teljesen szabad improvizációt, másrészt zenéjében megtalálhatóak a hagyományosabb formák és olyan klasszikusok kompozíciói, mint Thelonious Monk és Duke Ellington dallamai, valamint a dél-afrikai zene is.
Fiatal kora óta feminista volt. Zürich-Aussersihlben élt. Leszbikusnak vallotta magát, és elkötelezett volt az egyenlő jogok mellett.

## Lemezalbumai

### Szóló
- Wilde Señoritas (1977)
- Hexensabbat (1978)
- Piano Solo Vol. 1 (1992)
- Piano Solo Vol. 2 (1992)
- Many and One Direction (1996)
- Chicago Piano Solo (2001)
- First Choice: Piano Solo KKL Luzern (2006)
- To Whom It May Concern: Piano Solo Tonhalle Zürich (2011)

### Duó
- The Very Centre of Middle Europe (1978), with Rüdiger Carl
- Die V-Mann Suite (1981), with Rüdiger Carl
- Irène Schweizer & Louis Moholo (1987)
- Cordial Gratin (1987), with Joëlle Léandre
- Irène Schweizer & Günter Sommer (1988)
- Irène Schweizer & Andrew Cyrille (1989)
- Overlapping Hands: Eight Segments (1991), with Marilyn Crispell
- Irène Schweizer & Pierre Favre (1992)
- Irène Schweizer & Han Bennink (1996)
- European Masters of Improvisation (1997), with Mani Neumeier
- Twin Lines (2002), with Co Streiff
- Ulrichsberg (2004), with Pierre Favre
- Where's Africa (2005), with Omri Ziegele
- Live in Zürich (2013), with Pierre Favre
- Spring (2014), with Jürg Wickihalder
- Welcome Back (2015), with Han Bennink
- Live! (2017), with Joey Baron
- Celebration (2021), with Hamid Drake

## Filmek
- 2005: Irène Schweizer. R.: Gitta Gsell

## Díjak
- 1990: Schaffhausen város kulturális díja
- 1991: Zürich városának művészeti díja
- 2005: Gitta Gsell, svájci rendező egészestés filmben dokumentálta Schweizer életét.
- 2013: német lemezkritikusok különdíja
- 2018: Zürichi Kanton Kulturális Díja; és Svájci Zenei Nagydíj

## Fordítás
Ez a szócikk részben vagy egészben  az   Irène Schweizer című német Wikipédia-szócikk ezen változatának fordításán alapul.  Az eredeti cikk szerkesztőit annak laptörténete sorolja fel. Ez a jelzés csupán a megfogalmazás eredetét és a szerzői jogokat jelzi, nem szolgál a cikkben szereplő információk forrásmegjelöléseként.